# Transtornos da motilidade ciliar
Transtornos da motilidade ciliar ou discinesia ciliar primária são desordens caracterizadas pelo movimento ciliar anormal no nariz, nas sinuses paranasais, no trato respiratório, entre outras. A síndroma de Kartagener, doenças respiratórias crónicas, a sinusite crónica e a otite crónica constituem manifestações deste tipo de transtornos.